# پری‌نارنجی ونزوئلایی
پری‌نارنجی ونزوئلایی (نام علمی: Icterus icterus) نام یک گونه از سرده پری‌شاهرخ بر جدید است.